# Salpinia socia
Salpinia socia är en skalbaggsart som beskrevs av Charles Joseph Gahan 1906. Salpinia socia ingår i släktet Salpinia och familjen långhorningar. Inga underarter finns listade i Catalogue of Life.